# Detlef Kühn
Detlef Kühn (* 3. ledna 1959 Königstein, Německo) je bývalý východoněmecký zápasník, reprezentant v zápase řecko-římském. V roce 1980 startoval na olympijských hrách v Moskvě, kde v kategorii do 82 kg vybojoval páté místo. Ve stejném roce vybojoval čtvrté místo na mistrovství Evropy a titul vicemistra NDR.